# Gare de l'aéroport Charles-de-Gaulle 1
Pour les articles homonymes, voir Charles de Gaulle (homonymie).
Ne doit pas être confondu avec Gare de l'aéroport Charles-de-Gaulle 2 TGV ou Gare de Charles-de-Gaulle - Étoile.
La gare de l'aéroport Charles-de-Gaulle 1 est une gare ferroviaire française de la ligne d'Aulnay-sous-Bois à Roissy 2-RER, située dans l'aéroport de Roissy-Charles-de-Gaulle, sur le territoire de la commune de Tremblay-en-France (département de la Seine-Saint-Denis).
Malgré son nom, la gare, qui est implantée sur le site de Roissypôle, dessert directement l'aérogare 3 (accessible à pied) et indirectement l'aérogare 1 qu'il est possible de rejoindre par le métro automatique CDGVAL depuis la station implantée juste à côté de la gare et dénommée Terminal 3 - Roissypole.
C'est une gare de la Société nationale des chemins de fer français (SNCF) desservie par les trains de la ligne B du RER.

## Situation ferroviaire
Établie en tranchée couverte au centre de la plateforme aéroportuaire, dans le complexe de Roissypole et à proximité du terminal 3, la gare de l'aéroport Charles-de-Gaulle 1 se situe au point kilométrique (PK) 27,360 de la ligne d'Aulnay-sous-Bois à Roissy 2-RER, entre les gares du Parc des Expositions et de l'aéroport Charles-de-Gaulle 2 TGV.

## Histoire

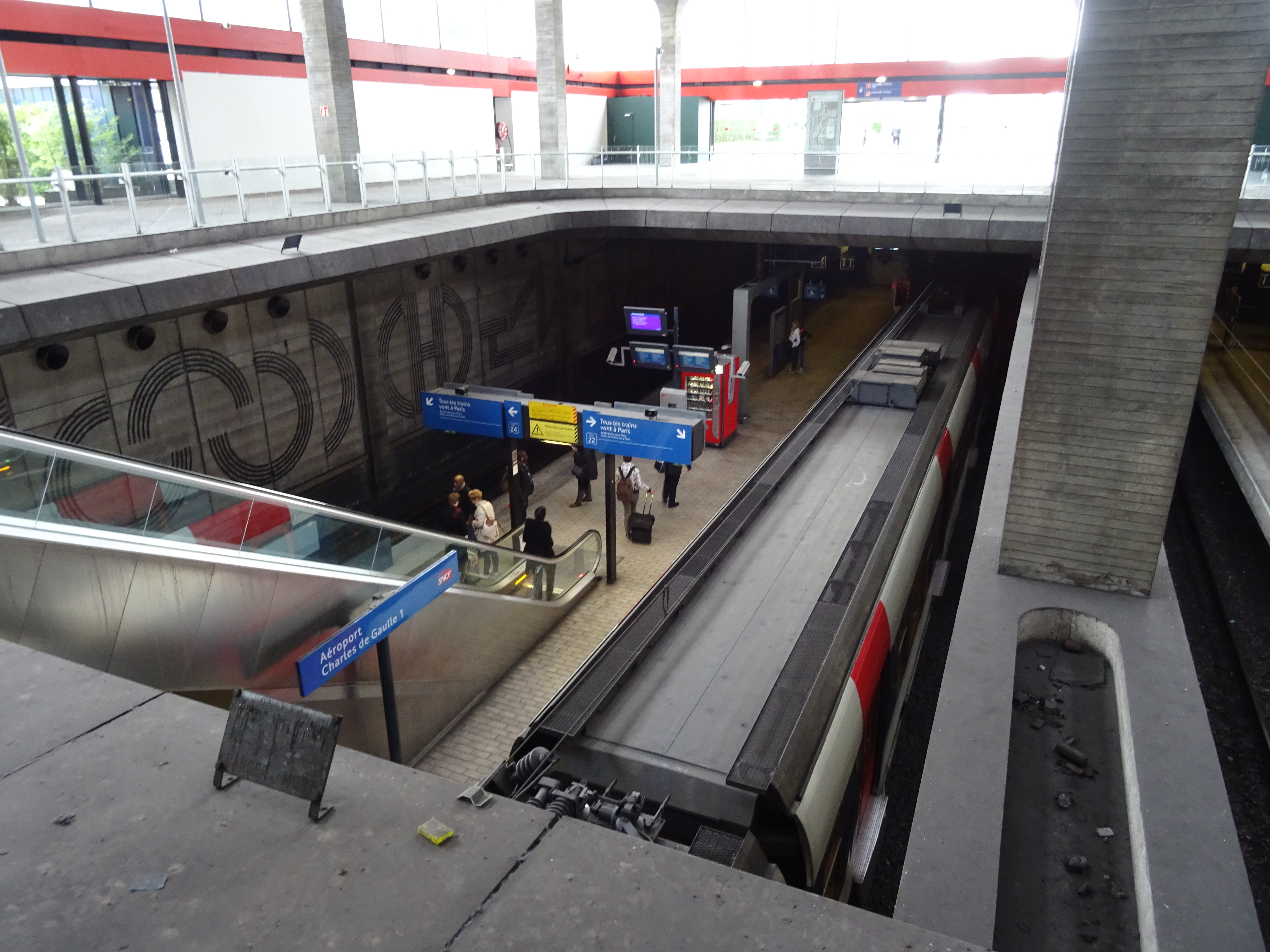
Un des quais vu du niveau supérieur de la gare.

La gare est ouverte le 30 mai 1976 dans le cadre de la mise en service de la liaison Roissy Rail.
Une station du CDGVAL est ouverte le 4 avril 2007, située au niveau du hall d'échanges de la gare RER et utilise davantage le verre et le métal que la gare RER.
La gare sera rénovée pour améliorer sa lisibilité et sa luminosité avec l'ajout d'un espace commercial de 600 m2 et complétée en 2019 par un nouveau bâtiment dédié à la gare routière.

## Fréquentation
Selon les estimations de la SNCF, la fréquentation annuelle de la gare s'élève aux nombres indiqués dans le tableau ci-dessous.
| Année               | 2019      | 2018      | 2017      | 2016      | 2015      | 2023      |
| ------------------- | --------- | --------- | --------- | --------- | --------- | --------- |
| Nombre de voyageurs | 7 971 396 | 7 590 098 | 7 199 779 | 6 690 263 | 6 226 179 | 8 209 781 |

## Service des voyageurs

### Accueil
L'architecture caractéristique des débuts de l'aéroport dans les années 1970, due à Paul Andreu, met en valeur un béton gris clair qui laisse apparaître les reliefs ciselés du coffrage en bois.

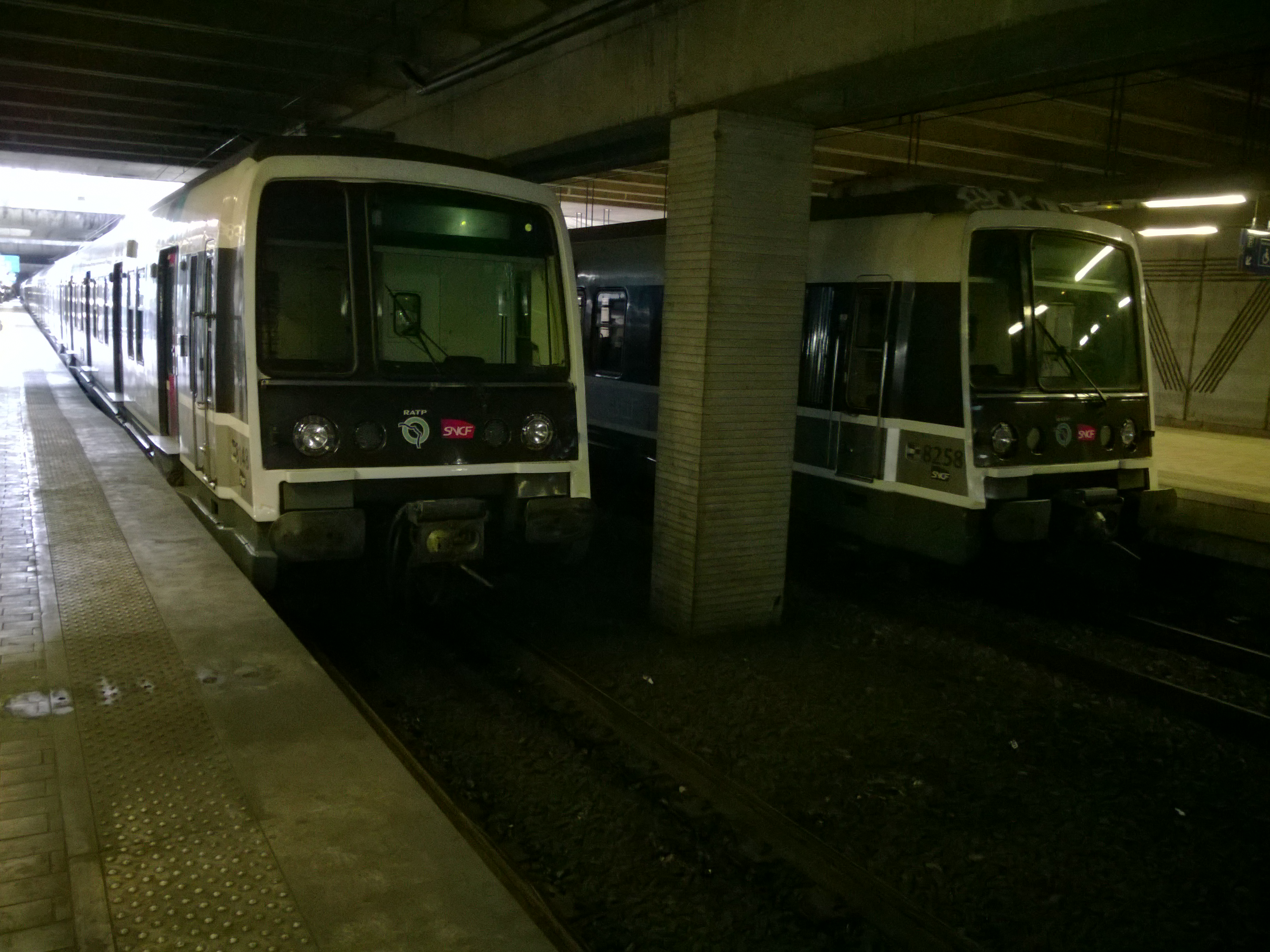
Deux MI 79 garées.

### Desserte
La gare est desservie par les trains du RER B.  

### Intermodalité
La gare est desservie par la station Terminal 3 - Roissypole du CDGVAL, située au nord-est de la gare RER, qui permet de rejoindre le terminal 1 en quatre minutes. À quatre cents mètres, par liaison piétonne, il est possible de rejoindre le terminal 3. La gare est également desservie par une grande gare routière Roissypole. Située en surface entre la gare RER et le terminal 3, elle est composée de cinq quais abrités (A à E) desquels partent de nombreuses lignes de bus et de cars vers le nord et l'est de l'Île-de-France et la Picardie. Ci-dessous, figure la liste des lignes de bus et de cars desservant cette gare :
- les lignes 350, 351 et RoissyBus du réseau de bus RATP ;
- les lignes 95.18 et 100 Persan du réseau de bus Haut Val-d'Oise ;
- les lignes 22, 27, 32, R4, 95.01, 95.02 du réseau de bus Roissy Ouest ;
- les lignes 2101, 2102, 2123 et 2124 du réseau de bus Roissy Est ;
- les lignes 39, 43 et T'bus 1 du réseau de bus Terres d'Envol ;
- les ligne Express 19 et Express 100 du réseau de bus Marne et Brie ;
- la ligne 67 du réseau de bus Brie et 2 Morin ;
- les lignes N140 et N143 du service de bus de nuit Noctilien ;
- le réseau Filéo, dont les lignes desservent des communes de Seine-Saint-Denis et du Val-d'Oise. Ces lignes ont pour destination Aulnay-sous-Bois, Goussainville, Louvres, Othis, Sarcelles, Tremblay-en-France, Villepinte, Villeparisis et Villiers-le-Bel ;
- les lignes 630 et 691 du réseau interurbain de l'Oise ;
- la ligne Aire'bus des transports de l'Aire Cantilienne ;
- les cars du réseau BlaBlaCar Bus[4].

## À proximité
Située dans la zone centrale de l'aéroport de Roissy-Charles-de-Gaulle, cette gare dessert directement le centre d'affaires Roissypôle.